# Sint-Martens-Bodegem
Sint-Martens-Bodegem är en ort i Belgien.   Den ligger i provinsen Flamländska Brabant och regionen Flandern, i den centrala delen av landet, 10 km väster om huvudstaden Bryssel. Sint-Martens-Bodegem ligger 32 meter över havet och antalet invånare är 2 638.
Terrängen runt Sint-Martens-Bodegem är platt. Runt Sint-Martens-Bodegem är det mycket tätbefolkat, med 2 261 invånare per kvadratkilometer.. Närmaste större samhälle är Bryssel, 9,6 km öster om Sint-Martens-Bodegem. 
Trakten runt Sint-Martens-Bodegem består till största delen av jordbruksmark.